# オファ・トゥウンガファシ
オファ・トゥウンガファシ（Ofa Tu'ungafasi、1992年4月19日 - ）は、スーパーラグビーブルーズに所属するラグビーユニオン選手。

## プロフィール
- トンガ・ヌクアロファ出身[1]。
- ポジションはプロップ(PR)。
- 身長 193cm、体重 125kg[2]
- U20ニュージーランド代表に選ばれたことがある[3]。
- ニュージーランド代表キャップは53（2023年8月現在）でラグビーワールドカップ2019・ラグビーワールドカップ2023のニュージーランド代表に選ばれた[4]。
- 父のモフイケは元ラグビー選手(元トンガ代表)で弟のイシもラグビー選手[5][6]。

## 略歴
2006年、ニュージーランドに移住。
オークランドを経て、2013年、ブルーズに加入。